# 한국민속대백과사전
한국민속대백과사전(韓國民俗大百科事典)은 한국의 민속 문화를 담은 백과사전을 말한다. 2001년 2월 편찬사업이 기획되어 한국 민속문화에 대한 자료를 집대성하고 있다. 국립민속박물관에서 편찬하고 있다.

## 백과사전 수록 주제
1. 세시풍속
2. 민속신앙
3. 민속문학
4. 일생의례
5. 민속예술
6. 의식주생활
7. 생업기술
8. 민속사회

## 같이 보기
- 한국민족문화대백과사전
- 한국향토문화전자대전